# پیتوسیرای
پیتوسیرای (به اسپانیایی: Pitusiray) یک کوه در پرو است که در Peru, Cusco Region واقع شده‌است. پیتوسیرای ۴٬۹۹۱ متر بالاتر از سطح دریا واقع شده‌است.